# سیارک ۱۹۵۶۸
سیارک ۱۹۵۶۸ (به انگلیسی: 19568 Rachelmarie، نامگذاری:1999KY14) نوزده هزار و پانصد و شصت و هشتمین سیارک کشف شده‌است که در ۱۸ مه ۱۹۹۹ کشف شد.
قدر مطلق سیارک برابر ۱۷.۸ است.